# 日本観光学会
日本観光学会（にほんかんこうがっかい、英名 Japan Academic Society of Tourism）は、観光及び観光事業に関する学術の進歩・普及を目的として1960年（昭和35年）に設立された日本最大の観光研究学会。本部事務局を神奈川県相模原市中央区淵野辺（青学大相模原キャンパス内）に置いている。
　

## 事業
- 全国各地での全国大会、会誌の刊行、外国大学・研究機関との国際学術交流など[1]

## 刊行物
- 機関紙　『日本観光学会誌』
- 情報誌　『とらべろじい』